# لوئیس لوکتی
لوئیس لوکتی (ایتالیایی: Luis Lucchetti; ۱۸ نوامبر ۱۹۰۲ – ۶ اوت ۱۹۹۰) شمشیرباز اهل آرژانتین بود.
وی در مسابقات کشوری و بین‌المللی در مجموع برندهٔ ۱ مدال برنز شده‌است.